# Henri Delaunay
Henri Delaunay (15 tháng 6 năm 1883 – 9 tháng 11 năm 1955) là một nhà điều hành bóng đá người Pháp.

## Tiểu sử

Cúp vô địch châu Âu UEFA được đặt theo tên ông.

Sau khi chơi cho đội Paris Étoile des Deux Lacs, ông trở thành trọng tài. Ông đã nghỉ hưu sau một sự cố trong trận đấu giữa AF Garenne-Dove và ES Benevolence, khi ông nuốt chiếc còi của mình và làm gãy hai chiếc răng khi bị quả bóng vô tình đập vào mặt.
Ông bắt đầu sự nghiệp với tư cách nhà điều hành vào năm 1905 khi trở thành chủ tịch của Étoile des Deux Lacs, sau đó là tổng thư ký của Comité français interédéral (CFI), tiền thân của Liên đoàn bóng đá Pháp. Khi CFI trở thành Liên đoàn bóng đá Pháp năm 1919, ông vẫn giữ chức tổng thư ký.
Là một thành viên của FIFA, ông có chân trong ban giám đốc với tư cách là phó chủ tịch từ năm 1924 đến 1928. Cùng với Jules Rimet, ông là một trong những nhà sáng lập đầu tiên của FIFA World Cup. Ông cũng là người đề xướng rất sớm giải vô địch châu Âu, ngay từ những năm 1920.
Cùng với Jules Rimet, ông chịu trách nhiệm lớn cho việc hình thành Giải vô địch bóng đá châu Âu, chiếc cúp được đặt theo tên ông, sau lần đầu tiên đề xuất nó vào năm 1927. Giải đấu đầu tiên diễn ra vào năm 1960.
Ông là Tổng thư ký của UEFA từ khi thành lập vào ngày 15 tháng 6 năm 1954 cho đến khi qua đời. Khi ông qua đời vào năm 1955, con trai ông là Pierre Delaunay kế nhiệm làm người đứng đầu UEFA.